# Rhytidoponera confusa
Rhytidoponera confusa é uma espécie de formiga do gênero Rhytidoponera.